# Río Bolshaya Labá
El río Bolshaya Labá (del ruso: Большая Лаба) es un río de la Rusia europea meridional (república de Karacháyevo-Cherkesia y krai de Krasnodar), en el Cáucaso Norte, constituyente por la derecha del río Labá, afluente del río Kubán.

## Curso
El río nace en el glaciar del monte Pshish (3 790 m.), el más alto de la región de Arjyz, en la frontera con Abjasia. Por la derecha recibe una serie de afluentes, entre los que cabe destacar el Pjiya (que desciende de los montes Sakyn-Syrt (3 097 m.). Por la izquierda recibe a los ríos Sanjaro, Makera, Mamjurts, Damjurts, Zakan y Beskes. En su curso, de 133 km en dirección predominantemente norte, atraviesa las siguientes localidades: Pjiya, Krugli, Zagedan, Sviniachi, Damjurts, Tocheni, Rozhkao, Rasipnói, Grushovaya Poliana, Aziatski, Nizhni Beskes, Psemen, Kurdzhinovo, Ershov, Podskalnoye, Pervomaiski, Ajmet-Kaya, Ajmetovskaya, Chernorechenskaya y Gofitskoye, confluyendo con el río Málaya Labá al sur de Kaladzhinskaya.